# Neznášov
Neznášov (německy Nesnaschow) je část obce Rožnov v okrese Náchod. Nachází se na jihozápadě Rožnova. V roce 2009 zde bylo evidováno 66 adres. V roce 2001 zde trvale žilo 159 obyvatel.
Neznášov je také název katastrálního území o rozloze 3,1 km2.